# 604468 Olenici
604468 Olenici è un asteroide della fascia principale. Scoperto nel 2015, presenta un'orbita caratterizzata da un semiasse maggiore pari a 3,057645 UA e da un'eccentricità di 0,134455, inclinata di 6,108343° rispetto all'eclittica.